# Everything Is Possible
Everything Is Possible is de internationale titel van de Poolse documentairefilm Wszystko jest możliwe van regisseuse Lidia Duda uit 2013. De film ging in première tijdens het IDFA en werd onder de titel Alles is mogelijk uitgezonden op 22 juli 2014 door de IKON in de serie 2Doc.

## Inhoud
De documentaire toont het leven van de 75-plusser Teresa Banczewicz, die regelmatig liftend door Europa trekt met weinig kennis van vreemde talen. Ze begon met reizen in 1989, op de leeftijd van 62 jaar, om de depressie te verdrijven nadat ze haar baan verloor en heeft sindsdien 64 landen bezocht. Ze woont op het Poolse platteland met haar man, met wie ze nauwelijks contact heeft. Aan de hand van afzonderlijke interviews met Teresa en haar man onderzoekt de film haar motivatie tot reizen en wordt een ongebruikelijk huwelijk geschetst.